# Neuilly-sur-Marne
Neuilly-sur-Marne é uma comuna francesa situada no departamento de Seine-Saint-Denis (anteriormente em Sena e Oise), na região da Ilha de França. Seus habitantes são chamados de Nocéens. No último censo de 2014, a comuna tinha 34 955 habitantes.

## Transportes
A vila é servida por linhas de ônibus da rede RATP. Essas linhas de ônibus permitem especialmente aos Nocéens de se juntar às estações de Neuilly-Plaisance da Linha A do RER, de Gagny da Linha E do RER, de Chénay-Gagny da Linha E do RER e de Chelles - Gournay das linhas E do RER e Transilien P.

## Toponímia

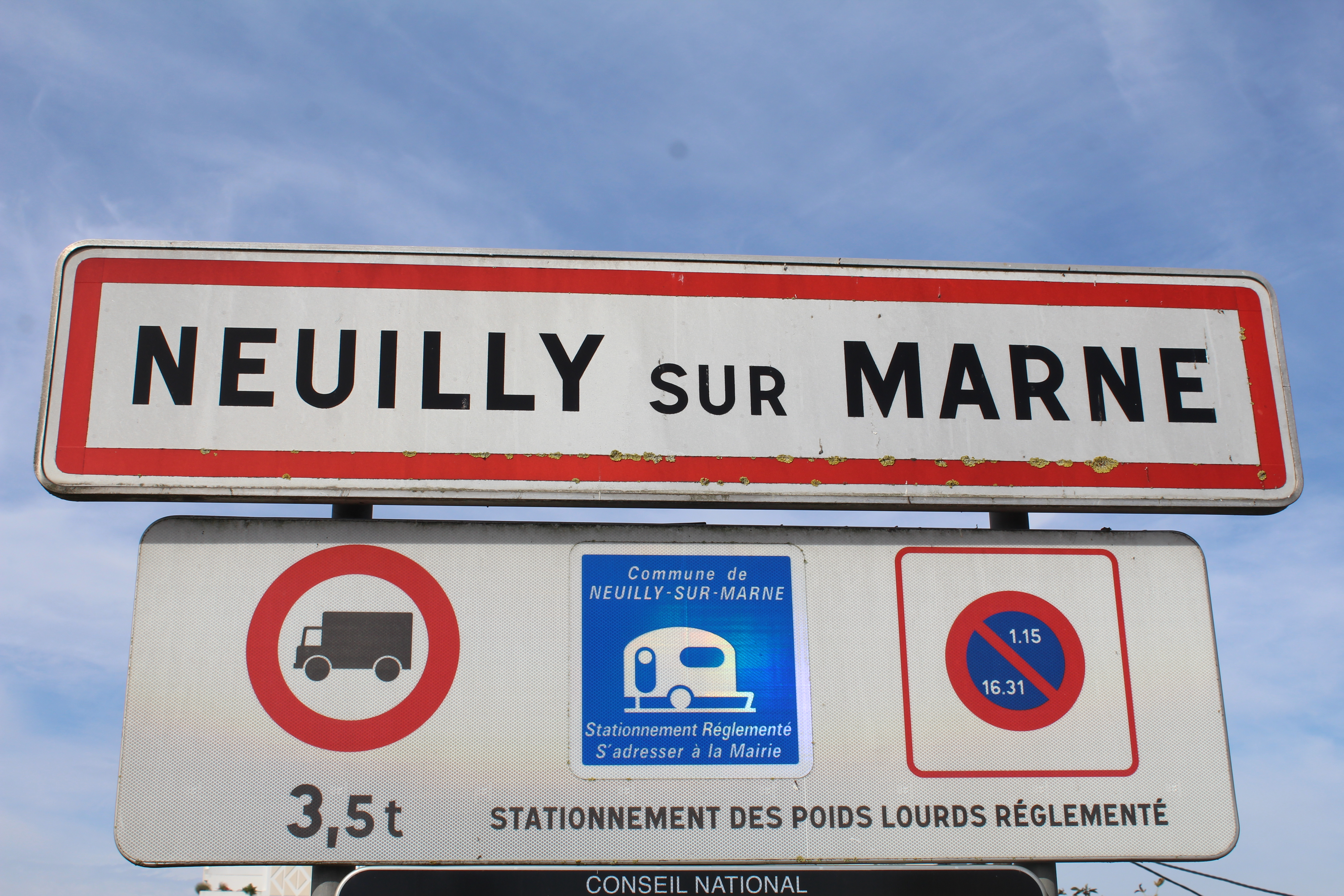
Placa de entrada para a cidade.

A localidade era conhecida anteriormente como  Nobiliacum em 1195, Nulliacum em 1351.

## História
Restos do paleolítico (ferramentas, sílex) são encontrados em Nobiliacum, terra do galo-romano Nobiles. Os vestígios da presença humana em Neuilly-sur-Marne remontam ao Paleolítico médio (300 000 a.C.). Vestígios dos habitats remanescentes foram descobertos no parque departamental. Outros vestígios atestam a presença humana na margem do Marne, há 5 000 anos. Pode ser associada com as ocupações, uma necrópole de oito túmulos do final do Neolítico (002), descoberta em 1842 na Haute-Île, ela tem produzido uma abundância de mobiliário : em uma das sepulturas foi encontrado o esqueleto de um cão, uma outra sepulturas foi encontrada dois machados polidos em sílex, uma lâmina em sílex, uma punção no osso, uma pérola, duas conchas biperfuradas, um fragmento de rosto de belemnite e um machado duplo em metahornblendite.
Os Gauleses, assim, têm ocupado o sítio e um vau em perfeito estado foi descoberto no antigo braço do Marne, perto da península. O nome primitivo de Neuilly vem de um termo latino tardio significando "nova terra limpa". Na verdade, naquela época, a Floresta de Bondy se estendia até o Marne. A primeira menção do nome da cidade é datada de 998 em uma carta de Roberto o Piedoso chamada "a Carta de Burchard". No século XII, o abade de Neuilly-sur-Marne, Fulques de Neuilly é conhecido por suas notáveis qualidades de um pregador. Seu lema, Diex el volt ("Deus o quer"). Ele foi confiado pelo papa Inocêncio III e são Bernardo, a Quarta Cruzada. A construção da igreja Saint-Baudile é feito por sua iniciativa, em 1198. Os pilares são esculpidos sobre o modelo de Notre-Dame de Paris. Caracteriza-se pela mistura dos dois estilos românico e gótico (ogival). Fulques voltou para morrer em sua cura, e foi inumado na igreja de Neuilly. Em 1194, a área de Herardivillam, Ville-Evrard faz parte do domínio real, depois passa por diversas sucessões senhoriais.
No século XVII, Jean-Baptiste Du Hamel, pároco de Neuilly, (1624-1706) obtêm a destituição dos títulos de propriedade dos abades de Saint-Maur.
No século XVIII, os arredores do burgo são dedicados a culturas hortícolas. Em torno dos castelos (Ville-Evrard, o château d'Avron, Maison-Blanche em Gagny), o território da comuna é composto de pradarias. Nas encostas as localidades de Avron, Cahouettes, Plâtrière e Chanoux são plantadas com vinhas. Em 1789, a comunidade da vila realiza as suas reuniões na varanda da igreja. O nome do primeiro prefeito eleito é conhecido : Jean-Pierre Hercend, cirurgião e notário, prefeito de 1790 a 1791 e de novembro de 1792 a 1795. Em 1792, a vila tem 620 habitantes. O castelo de "Ville-Evrard", confiscado como propriedade nacional, foi adquirida pelo agricultor explorador do domínio. A partir de 1790, para 1843, o general Donzelot nasceu em 1764, morto em Neuilly em 1843, comprou o castelo em 1801 e retirou-se para Ville-Evrard. A partir de 1804 a 1825, ele reconstrói o domínio. Recebeu, entre outros, de seu amigos Alfred de Vigny e Jean Gigoux. O seu túmulo, evocando o Egito onde ele participou (1798 a 1802) na campanha de Bonaparte, está localizado no cemitério da cidade.
De 1849 a 1869, desobstrução do canal de Chelles (ou canal de Neuilly-sur-Marne a Vaires). O domínio de Ville-Evrard foi comprado em 1863 pelo departamento do Sena para instalar um "asilo de alienados", que abre em 1868. Camille Claudel, Antonin Artaud, entre outros, foram internados. Em outubro de 1944, durante a limpeza, Louis Renault foi detido e "batido". Em 1870, durante o cerco de Paris, combates no planalto de Avron e no parque de Ville-Evrard. De 1884 a 1889, a construção da primeira ponte sobre o Marne. Anteriormente, a travessia de uma margem para a outra foi possível graças a uma balsa. Em 1887, a primeira linha de bondes "Vincennes Ville — Evrard" dos Chemins de fer nogentais com tração com ar comprimido, depois elétrico a partir de 1900. Em 1934, uma rede de ônibus assume a ligação.
Em 13 de abril de 1892, a comuna de Neuilly-Plaisance foi criada por decreto a partir de um terço do território de Neuilly-sur-Marne. Em 1894, a construção da planta da Água da Empresa. Em 1895, a inauguração da 1ª escola : a école du Centre (batizada Louis-Amiard em 1935). Até esta data, as classes de meninas e meninos partilhavam as instalações da prefeitura. Em 1898, a partir de 1896, foi construído um segundo asilo na frente do anterior, reservado para as mulheres, que receberá seu primeiro pacientes em 1900. Ele foi reconvertido durante a Primeira Guerra Mundial em hospital militar.
No século XX, a extensão dos loteamentos ganha força. A inundação de 1910 causou grandes danos.
Na década de 1930, foi construída a estação ferroviária pela Compagnie du Nord, ela serve a linha da Grande Ceinture complementar. O serviço de passageiros só funcionou alguns anos, já em 1939, a estação foi reservada para o tráfego de mercadorias.
No final de 2005, as revoltas ocorreram. Desde 2005 um projeto para o desenvolvimento das margens do Marne (próximo dos hospitais e no terreno dos hospitais psiquiátricos) está em curso ; no final, espaços verdes e espaços urbanos deverão ver a luz do dia. Durante a renovação da igreja de Sainte-Baudile no curso de 2006, a descoberta de um sarcófago merovíngio.

## Cultura local e patrimônio

### Personalidades ligadas à comuna
- Franz Liszt que entre muitos músicos famosos visitou o compositor e músico Frédéric Flaxland em 48 rue Théophile-Gaubert.
- Sylvain Wiltord, jogador de futebol, campeão da Europa 2000, vice-campeão do mundo 2006, nasceu e cresceu em Neuilly-sur-Marne.